# Werner Dehn
Bruno Werner Karl Dehn (født 17. september 1889 i Schöneberg, Berlin, død 18. september 1960 i Frankfurt am Main) var en tysk roer.
Dehn roede for Berliner Ruderverein von 1876, og han vandt sølv ved det tyske mesterskab i otter samt guld i firer uden styrmand for klubben i 1911. Han deltog i otteren ved OL 1912 i Stockholm, og Ruderverein-roerne vandt først deres indledende heat mod en ungarsk båd. I kvartfinalen mødte de en anden tysk båd fra Berliner Ruderclub Sport-Borussia, og Ruderverein-båden gik sejrrig ud af dette møde. I semifinalen mødte tyskerne en britisk båd fra Leander Club, som vandt heatet. Leander vandt også finalen mod en anden britisk båd fra New College, Oxford, som var kommet i finalen uden kamp, hvilket betød, at Dehn og hans båd blev nummer tre. De otte øvrige medlemmer af Ruderverein-båden var Max Vetter, Willi Bartholomae, Fritz Bartholomae, Otto Liebing, Max Bröske, Rudolf Reichelt, Hans Matthiae og styrmand Kurt Runge.
Dehn vandt desuden det tyske mesterskaber med Ruderverein-otteren i 1912, mens båden blev nummer tre i 1913. I 1912 blev han desuden nummer to i toer uden styrmand sammen med Hans Matthiae.

## OL-medaljer
- 1912:  Bronze i otter